# Ете
Ете (фр. Etais) насеље је и општина у источном делу централне Француске у региону Бургоња, у департману Златна обала која припада префектури Монбар.
По подацима из 2011. године у општини је живело 91 становника, а густина насељености је износила 6,48 становника/km². Општина се простире на површини од 14,04 km². Налази се на средњој надморској висини од 355 метара (максималној 362 m, а минималној 303 m).

## Демографија
| 1962. | 1968. | 1975. | 1982. | 1990. | 1999. | 2011. |
| ----- | ----- | ----- | ----- | ----- | ----- | ----- |
| 127   | 132   | 140   | 122   | 96    | 87    | 91    |

График промене броја становника у току последњих година